# 米拉堡
米拉堡（法語：Labastide-Murat，法語發音：[labastid myʁa]）是法国洛特省的一个旧市镇，属于古尔东区。2016年，米拉堡与临近的4个市镇合并为新市镇克尔德科斯，米拉堡为新市镇行政中心。

## 地理
米拉堡（44°38'51"N, 1°34'3"E）面积27.27 平方千米，位于法国奧克西塔尼大區洛特省，该省份为法国西南部内陆省份，北起顺时针与科雷兹省、康塔爾省、阿韦龙省、塔恩-加龙省、洛特-加龍省和多尔多涅省接壤。
与米拉堡接壤的市镇（或旧市镇、城区）包括：瓦亚克、蒙福孔、丰塔讷迪科斯、卡尼亚克迪科斯、苏洛梅斯、圣索沃尔拉瓦莱、拉莫特卡塞勒、博马。

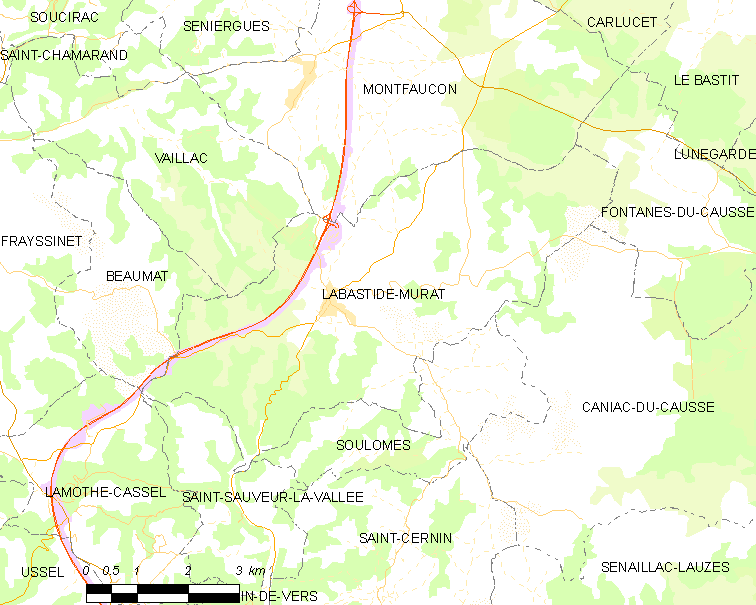
米拉堡的OSM定位图

米拉堡的时区为UTC+01:00、UTC+02:00（夏令时）。

## 行政
米拉堡的邮政编码为46240，INSEE市镇编码为46138。

## 政治
米拉堡所属的省级选区为科斯与谷地县。

## 人口

1962-2008年间米拉堡人口变化图示

米拉堡于2018年1月1日时的人口数量为645人。